# Kościół św. Antoniego Padewskiego w Buku

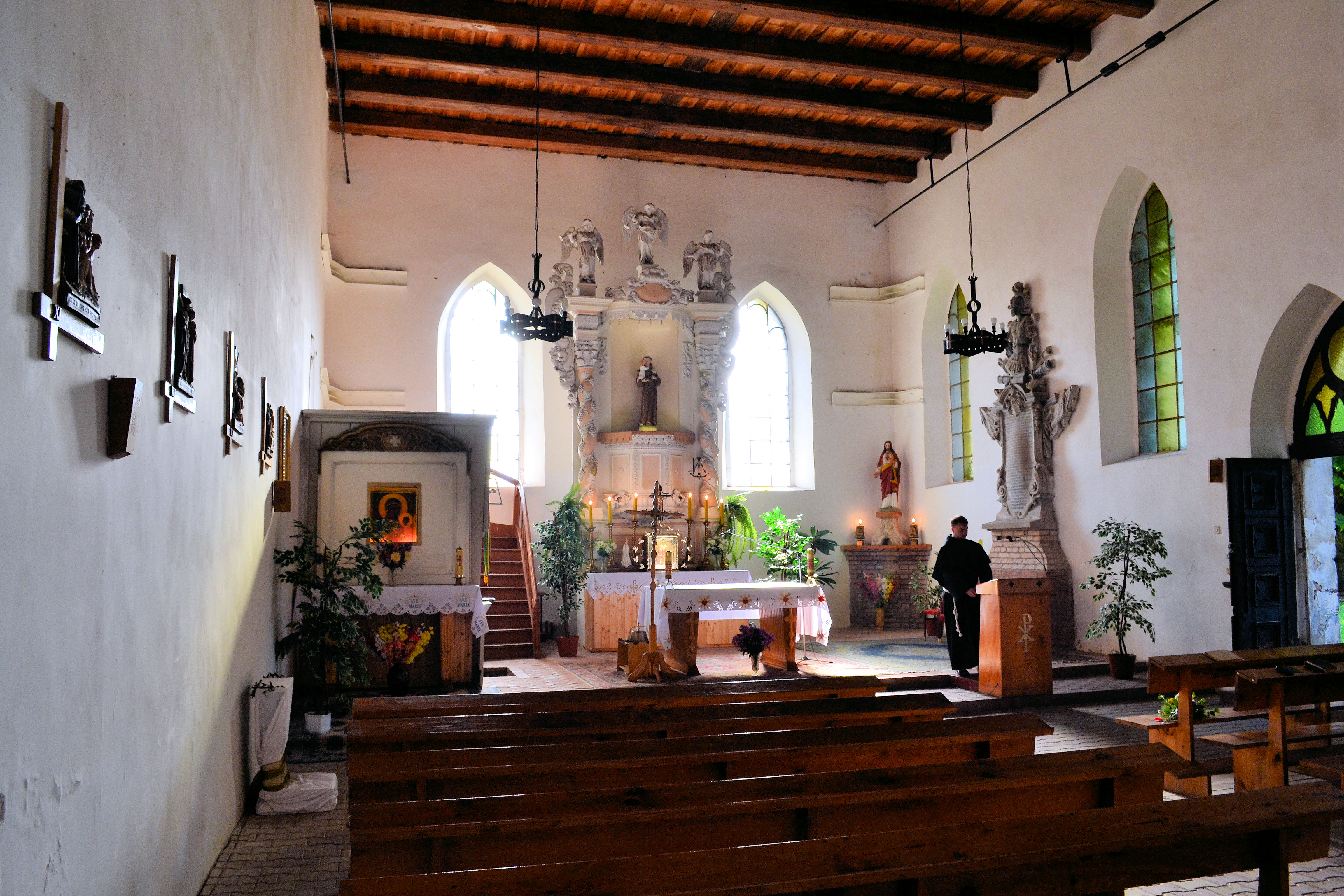
Wnętrze kościoła

Kościół św. Antoniego Padewskiego w Buku – średniowieczna budowla, posiadająca unikatowe w skali regionu rozwiązania architektoniczne oraz cenne wyposażenie. Świątynia położona jest na niewielkim wzniesieniu, w centrum wsi Buk, w województwie zachodniopomorskim, w gminie Dobra (Szczecińska). Jest kościołem parafialnym, należącym do dekanatu Szczecin Pogodno, archidiecezji szczecińsko-kamieńskiej.

## Historia
Kościół powstał w XIII w. jako prosta budowla, wzniesiona na planie prostokąta, bez wyodrębnionego prezbiterium i wieży. Pierwotnie, główne wejście do świątyni wiodło przez ostrołukowy portal, wykuty w zachodniej ścianie szczytowej – portal ten zachował się do dziś, lecz nie jest już użytkowany. Wnętrze kościoła oświetlało 6 wąskich, ostrołukowych okien w ścianie południowej i trzy w ścianie wschodniej. W XVI w. wybudowano wieżę, a pod nią utworzono kruchtę, odgradzając ją od reszty kościoła wysoką, ceglaną ścianą.
W XVIII w. przebudowano zakrystię, tworząc nad nią emporę kolatorską wyposażoną w piec z ozdobnych kafli – jeden z nich zachował się do dzisiaj. W połowie XIX w. zamurowano istniejące dotychczas okna i wykuto nowe otwory okienne – dwa w ścianie wschodniej i cztery w ścianie południowej. Okna te są znacznie szersze od poprzednich, lecz – podobnie jak tamte – mają ostrołukowe zakończenia. W tym samym okresie utworzono również nowe wejście do świątyni od strony południowej.
Na przełomie XIX i XX w. w kościele bywała angielska pisarka Elizabeth von Arnim, mieszkająca w latach 1896–1908 w pobliskich Rzędzinach. O kościele w Buku wspominała ona w swojej pierwszej książce: Elizabeth and Her German Garden.
Bryła kościoła nie ucierpiała w czasie II wojny światowej i dotrwała do naszych czasów bez większych przeróbek. Kościół został poświęcony 31.07.1960. W 1963 w kościele przeprowadzono prace remontowe.

## Opis budowli
Kościół zbudowany jest z 26 warstw kostki granitowej. Nie ma wydzielonego prezbiterium. Wnętrze przykryte jest drewnianym stropem. Zarówno kościół, jak i zlokalizowana w części zachodniej wieża, przykryte są dachem dwuspadowym. Wieża, węższa od nawy, tylko nieznacznie przewyższa kalenicę dachu kościoła. Od strony północnej do kościoła przylega niewielka dobudówka, pełniąca rolę zakrystii. W jej przyziemiu znajdowała się krypta grzebalna. Szczyty budynku, od strony wschodniej i zachodniej, wykonane są z cegły i zdobione blendami.
Szczególne zainteresowanie budzi północna ściana korpusu kościoła. Nie ma ona i nigdy nie miała żadnego okna. Jest to jedyny wolno stojący kościół na Pomorzu o takiej cesze. Nie jest znana przyczyna, dlaczego w ścianie tej nie zlokalizowano otworów okiennych.
W kościele w Buku, jako jedynym na Pomorzu, zachowały się fragmenty simy – kamiennej rynny służącej do odprowadzania wody opadowej z połaci dachu.

## Wyposażenie
Najcenniejszym elementem wyposażenia kościoła jest kamienny ołtarz ambonowy, wykonany w 1711 przez Erharda Lōfflera – twórcę nieistniejącego już ołtarza głównego w szczecińskiej archikatedrze. Ołtarze ambonowe – popularne do drugiej wojny światowej w protestanckich kościołach Pomorza Zachodniego – są obecnie bardzo rzadko spotykane. Bogato zdobiony ołtarz zwieńczony jest trzema figurami aniołów, wspartych na dwóch kolumnach, spiralnie skręconych i oplecionych winną latoroślą.
Na ścianie południowej umieszczono dużych rozmiarów kamienne epitafium generała-majora Ottona Gustava von Lepel. Był on komendantem twierdzy w Kostrzynie. Zmarł w 1735 i został pochowany w kościele w Buku.
Kamienne epitafia na Pomorzu to duża rzadkość – większość epitafiów na tym terenie wykonywano bowiem z bogato polichromowanego drewna. Takie właśnie było epitafium kapitana Theophilusa Michaelisa, rannego w bitwie pod Połtawą i zmarłego w Moskwie w 1709. Epitafium to, do lat dziewięćdziesiątych XX w., znajdowało się na ścianie północnej kościoła w Buku. Obecnie eksponowane jest w szczecińskiej archikatedrze.

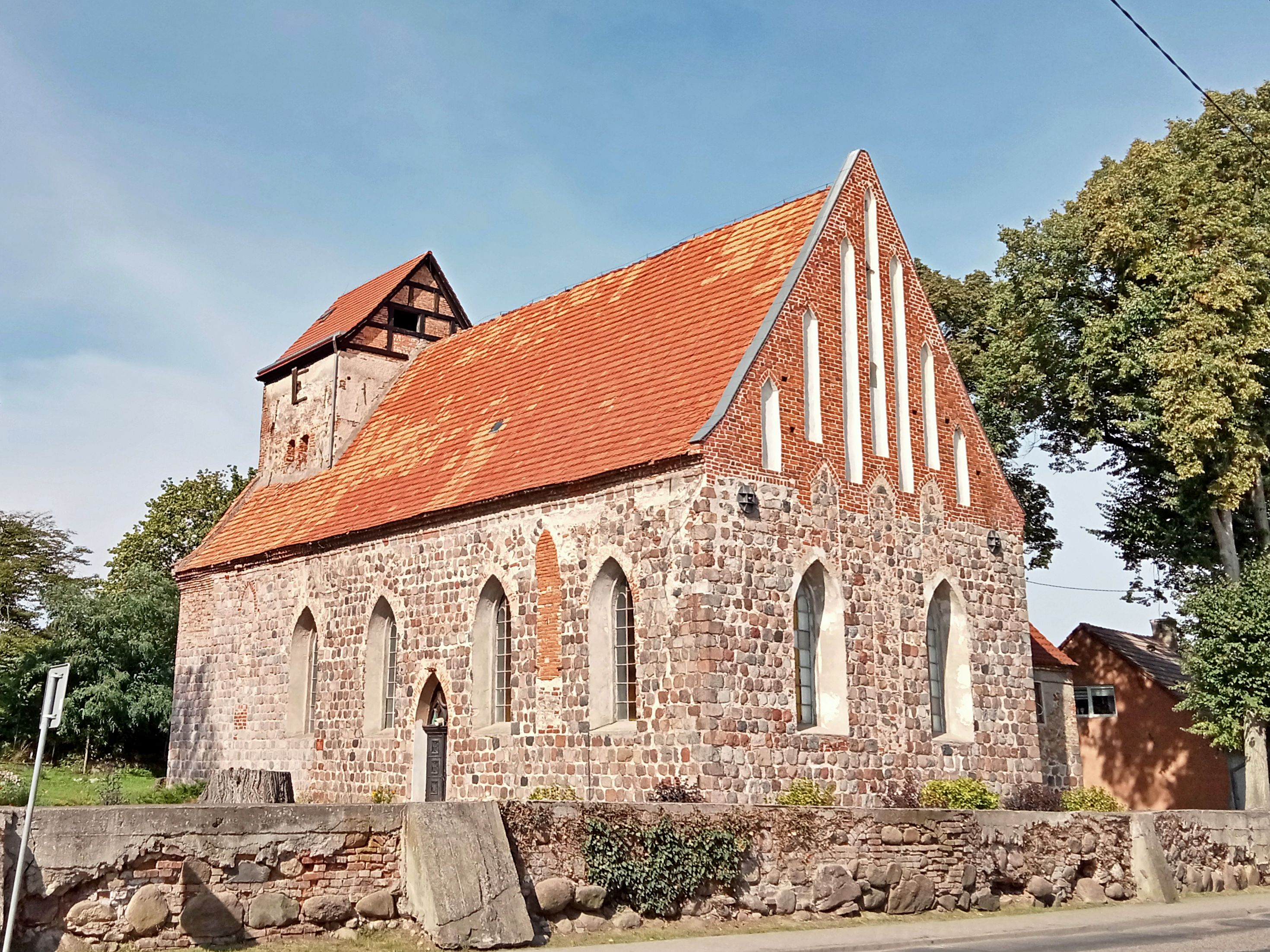
Widok ogólny
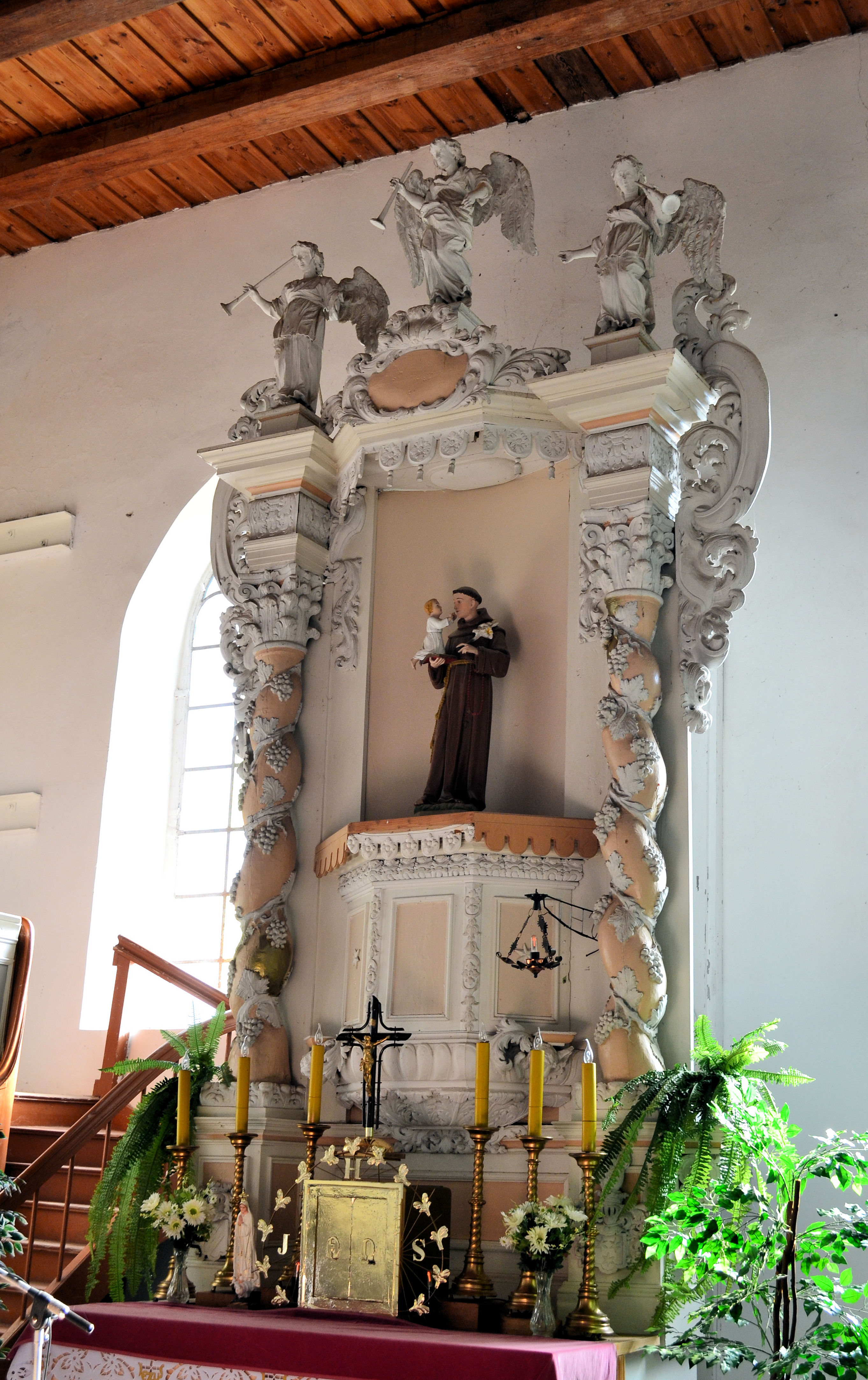
Ołtarz ambonowy
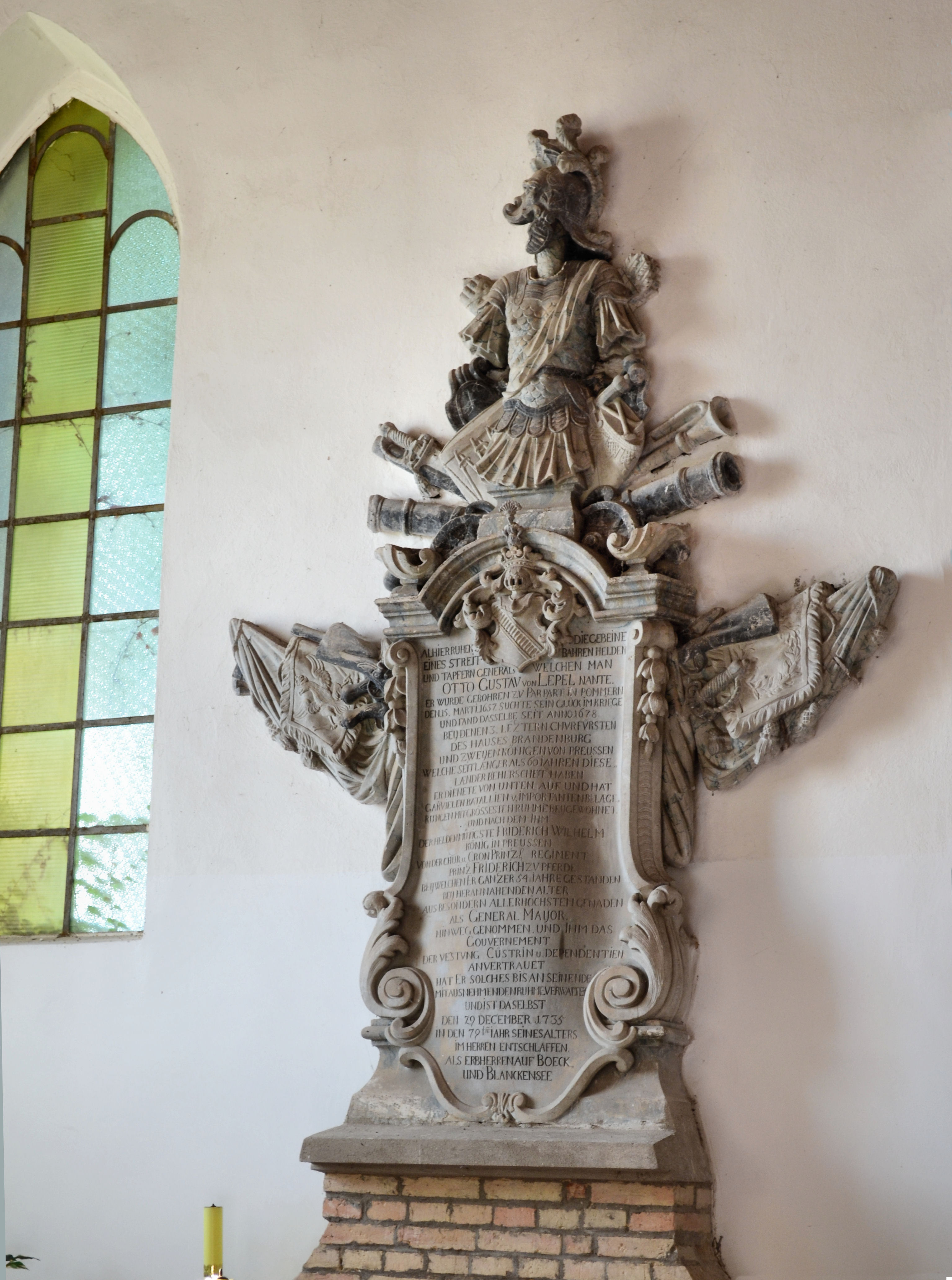
epitafium Ottona Gustava von Lepel
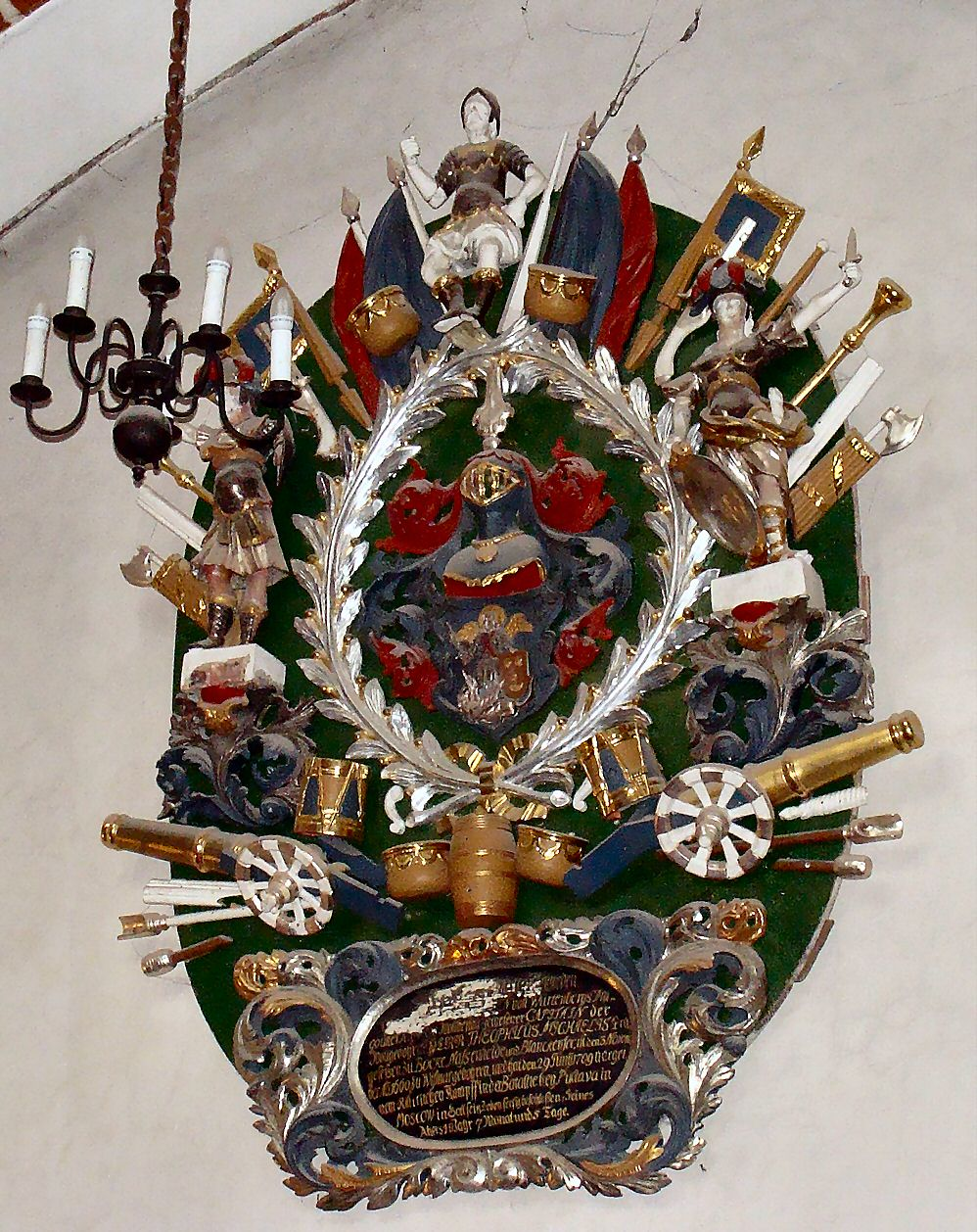
epitafium Theophilusa Michaelisa (obecnie w archikatedrze szczecińskiej)
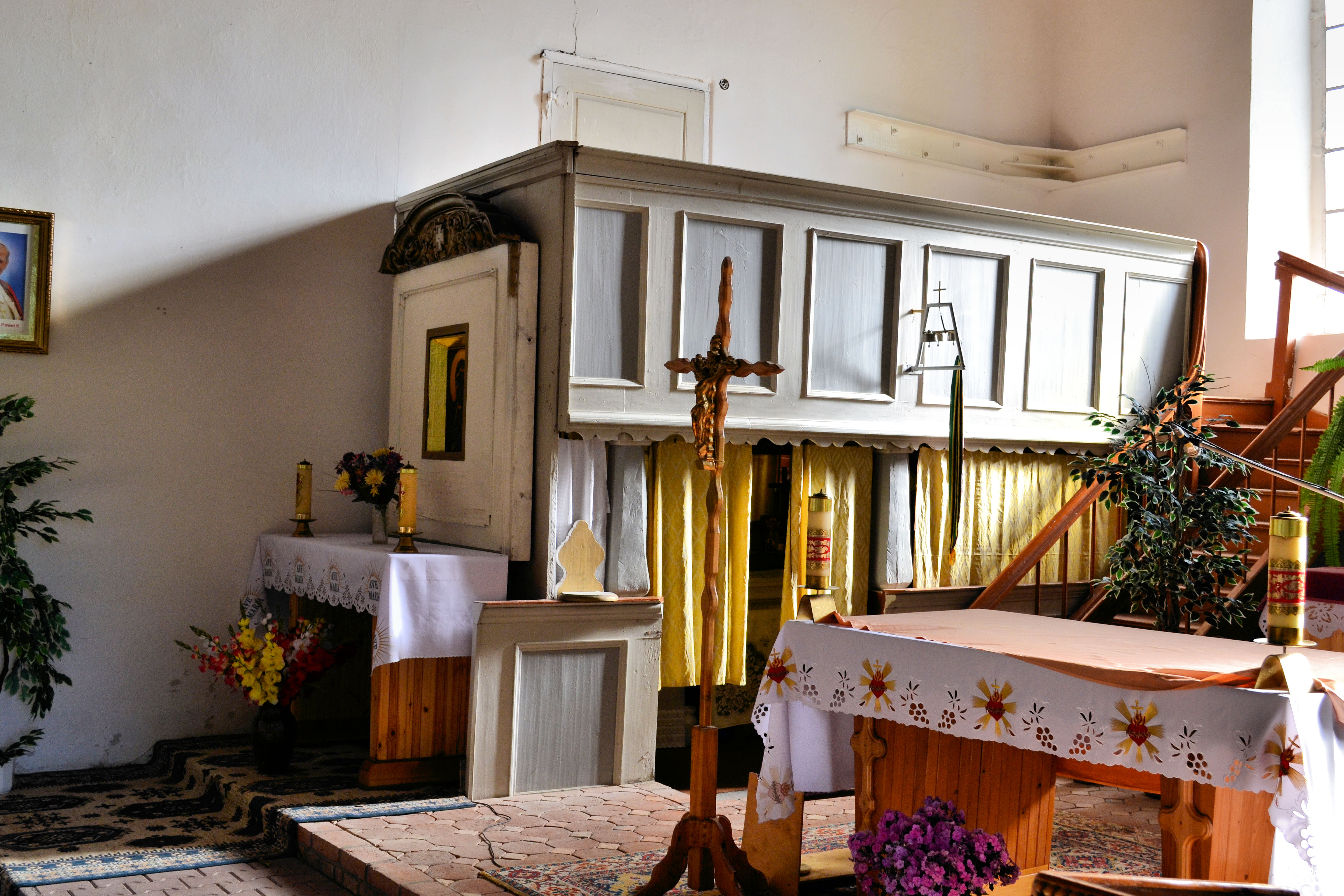
Empora kolatorska